# スパイスTV どーも☆キニナル!
『スパイスTV どーも☆キニナル!』（スパイス ティーヴィー どーもキニナル）は、2008年9月29日から2010年3月26日までフジテレビ系列で平日昼前に生放送されていたワイドショー・生活情報バラエティ番組。

## 概要
前番組『ハピふる!』の後継番組として九代目林家正蔵、西山喜久恵、生野陽子をメインキャスターに起用し、主婦目線から見た「気になる」社会・生活などの問題をトークと再現ドラマで検証していく。なお、西山は産休明け初のレギュラー番組であり、本枠3度目の登板でもあった。
前番組『ハピふる!』で撤退していた再現ドラマを以前よりは減らすものの、当番組より再開させる。また、料理コーナー、ディノスのテレビショッピングコーナーは前番組から引き続き続行する。
初回視聴率は4.5%（関東地区ビデオリサーチ調べ）であった。その後の視聴率は5%前後を推移しており、テレビ朝日のちい散歩と暴れん坊将軍（再放送）に次いで2位となっていた。
9月28日よりリニューアル。「日替わりコーナー」と「こっちがキニナル!」の時間が入れ替えられ、「キニナル!SHOPいいものプレミアム」は楠田枝里子をレギュラーに迎え入れ「楠田枝里子のいいものプレミアム」となった。

## 出演者

### メインキャスター
MC
- 九代目林家正蔵

進行アナウンサー
- 西山喜久恵（フジテレビアナウンサー）
- 生野陽子（同上） - 2009年4月より『めざましテレビ』と兼務。

### レギュラー（情報ナビゲーター）
月 - 水曜日
- 田中大貴（出演当時フジテレビアナウンサー）

木・金曜日
- 榎並大二郎（フジテレビアナウンサー）

### 準レギュラー（不定期出演）
- アジアン（馬場園梓・隅田美保）
- 内山信二
- 梅沢富美男
- 岡江美希
- 沢田雅美
- 柴田理恵（後番組『知りたがり!』も続投）
- 清水圭
- 清水ミチコ（前番組『ハピふる!』より続投）
- 庄司智春（品川庄司）
- 千原せいじ（千原兄弟）
- TKO（木下隆行・木本武宏）
- デヴィ・スカルノ
- なだぎ武（当時・ザ・プラン9）
- 西川史子
- 羽野晶紀
- 武藤静香
- モト冬樹（モト冬樹とナンナラーズ）
- 山崎まさや（たけし軍団）
- 山村紅葉

ほか

### コーナーレギュラー
キッチン de SHOW
- 月曜日：コウケンテツ☆（料理研究家）
- 火曜日：笠原将弘（「賛否両論」店主）
- 水曜日：菰田欣也（「スーツァンレストラン陳」総料理長）
- 木曜日：茂出木浩司（「たいめいけん」3代目店主）
- 金曜日：川越達也（「タツヤ・カワゴエ」オーナーシェフ）

楠田枝里子のいいものプレミアム
- 楠田枝里子
- 立本信吾（フジテレビアナウンサー）

※いずれも2009年9月28日からの出演である。

### ナレーター
- 多比良健

### 過去の出演者

#### 準レギュラー（不定期出演）
- 東貴博（Take2）
- 田村裕（麒麟）
- 秦万里子
- メッセンジャー黒田[1]（メッセンジャー）
- ルー大柴

#### コーナーレギュラー
キニナル!SHOP いいものプレミアム
- 久保恵子
- 松田朋恵（元フジテレビアナウンサー）
- 岩本輝雄（2009年3月27日まで）
- 桜庭亮平（ナレーター・当時フジテレビアナウンサー）

## タイムテーブル
2009年9月28日に一部コーナーの入れ替えが行われた。
- 9:55 オープニング
- 9:58 日替わりコーナー→こっちがキニナル!
- 10:25 こっちがキニナル!→日替わりコーナー
- 10:40 キッチンde SHOW
- 11:00 キニナル!SHOPいいものプレミアム→楠田枝里子のいいものプレミアム
- 11:12 天気予報（全国）
- 11:17 FAX・メール紹介
- 11:20 林家正蔵賞発表・エンディング
- 11:21:15 CM
- 11:23:30 翌日（金曜日なら翌週）の予告
- 11:23:45 終了

## ネット局
| 放送対象地域  | 放送局                    | 放送曜日・放送時間       | 備考   |
| ------------- | ------------------------- | ------------------------ | ------ |
| 関東広域圏    | フジテレビ（CX）          | 月曜 - 金曜 9:55 - 11:25 | 制作局 |
| 岩手県        | 岩手めんこいテレビ（mit） | 月曜 - 金曜 9:55 - 11:25 |        |
| 宮城県        | 仙台放送（OX）            | 月曜 - 金曜 9:55 - 11:25 |        |
| 秋田県        | 秋田テレビ（AKT）         | 月曜 - 金曜 9:55 - 11:25 |        |
| 山形県        | さくらんぼテレビ（SAY）   | 月曜 - 金曜 9:55 - 11:25 |        |
| 福島県        | 福島テレビ（FTV）         | 火曜 - 金曜 9:55 - 11:25 |        |
| 新潟県        | 新潟総合テレビ（NST）     | 月曜 - 金曜 9:55 - 11:25 |        |
| 長野県        | 長野放送（NBS）           | 月曜 - 金曜 9:55 - 11:25 |        |
| 静岡県        | テレビ静岡（SUT）         | 月曜 - 木曜 9:55 - 11:25 | [ 2 ]  |
| 富山県        | 富山テレビ（BBT）         | 月曜 - 金曜 9:55 - 11:25 |        |
| 福井県        | 福井テレビ（FTB）         | 水曜 - 金曜 9:55 - 11:25 | [ 3 ]  |
| 島根県 鳥取県 | 山陰中央テレビ（TSK）     | 月曜 - 金曜 9:55 - 11:25 |        |
| 岡山県 香川県 | 岡山放送（OHK）           | 月曜 - 金曜 9:55 - 11:25 |        |
| 愛媛県        | テレビ愛媛（EBC）         | 月曜 - 金曜 9:55 - 11:25 |        |
| 高知県        | 高知さんさんテレビ（KSS） | 月曜 - 金曜 9:55 - 11:25 |        |
| 佐賀県        | サガテレビ（STS）         | 月曜 - 金曜 9:55 - 11:25 |        |
| 熊本県        | テレビくまもと（TKU）     | 月曜 - 金曜 9:55 - 11:25 |        |
| 鹿児島県      | 鹿児島テレビ（KTS）       | 月曜 - 木曜 9:55 - 11:25 |        |
| 沖縄県        | 沖縄テレビ（OTV）         | 月曜 - 金曜 9:55 - 11:25 |        |

料理・通販をネット
以下の放送局は「キッチン de SHOW」、「楠田枝里子のいいものプレミアム」が単独番組として時差ネットで放送される。
なお、「楠田枝里子のいいものプレミアム」は同日の時差ネットでも同日の放送・商品内容とは別内容でなおかつ未放送地域向けに制作（生放送の再編集）した番組であるため、実質的なテープネットとなる。ショッピングコーナーのホームページにも地域向けに・放送した内容が記載されている。
- 北海道文化放送 （「楠田枝里子のいいものプレミアム」のみ11:20 - 11:30に時差ネットで放送。4:3SD放送。祝日も原則放送されるが、ごくまれに休止する場合がある。）
- 石川テレビ
- 東海テレビ
- テレビ新広島（「楠田枝里子のいいものプレミアム」のみ時差ネット。4:3SD放送）
- テレビ西日本（「楠田枝里子のいいものプレミアム」のみ月曜 - 木曜11:15-11:25に時差ネット。）
- テレビ長崎
- テレビ大分
- テレビ宮崎

## スタッフ
- キッチン de SHOW
  - キッチン de SHOW#スタッフを詳細
- キニナルSHOP!いいものプレミアム
  - プロデューサー：柴田多美子
  - ディレクター：遠藤孝之、竹田桂子
  - 商品担当：日比野真、児玉智彦
  - AD：宮田綾子
- 構成：川島浩司 / 福岡ナヲト、中川ゆーすけ
- TD / SW：村川正晃、大嶋徹
- CAM：八柄哲、石井友幸
- VE：石井雅紀、帯刀淳也
- 音声：藤橋浩司郎
- 音響効果：清水康義、沼波良子
- 美術プロデューサー：片岡浩美、安藤典和
- セットデザイン：桐山三千代
- 美術進行：古賀飛、大村光之
- 大道具：石川智隆
- アクリル：佐瀬京子
- 装飾：占部真理子
- 電飾：阿部和仁
- 電子タイトル：原逸郎
- スタイリスト：山下貢理子
- 編成：金井卓也、河端由梨子
- 広報：植村綾
- タイムキーパー：水野久美、瀬戸口節子
- AD：乃美有紀子
- デスク：若林美樹
- AP：渡辺祐宏、大西訓世、秋月里江子
- ディレクター：寺崎貴普、柳さおり、加藤大典、石本靖二郎、古本世志人
- PD：高杉祐一、名田雅哉
- FD：高橋行広、永田香里、隅川恵美
- 総合演出：本間学
- プロデューサー：西村朗、中村百合子、下田かおる
- チーフプロデューサー：岡康治
- 技術協力：共同テレビジョン、FLT、VIC、オムニバス・ジャパン、デジデリック
- スタッフ協力：D:COMPLEX、BMC
- 制作協力：NEXTEP
- 制作：フジテレビ情報制作局情報制作センター
- 制作著作：フジテレビ

## 備考
- 2011年4月より進行アナウンサーの生野は『森田一義アワー 笑っていいとも!』の月曜テレフォンアナウンサーを2014年3月の番組終了まで務めていた。また、メインキャスターの正蔵・西山、情報キャスターの榎並はかつて『笑っていいとも!』のレギュラーであった。
- 番組タイトルの『どーも☆キニナル!』の由来は正蔵の父・林家三平の名ギャグ『どうもすいません』からである。